# Moringua macrochir
Espèce
Moringua macrochir est une espèce de poissons téléostéens serpentiformes.